# Lagopus leucura
Lagopus leucura là một loài chim trong họ Phasianidae.